# Mobile Suit Gundam SEED Freedom
Mobile Suit Gundam SEED Freedom (機動戦士ガンダムSEED FREEDOM Kidō Senshi Gandamu Shīdo Furīdamu?) es una película de anime japonesa de mecha producida por Bandai Namco Filmworks y dirigida por Mitsuo Fukuda. La película es una secuela de Mobile Suit Gundam SEED y Mobile Suit Gundam SEED Destiny, y tiene lugar un año después de los eventos de SEED Destiny.
La película estuvo en desarrollo desde 2006, pero la producción se pospuso debido al estado de salud del escritor principal Chiaki Morosawa. Unos años después de la muerte de Morosawa en 2016, comenzó la producción de la película y se estrenó el 26 de enero de 2024.

## Argumento
En el año 75 de la Era Cósmica, la batalla aún continuaba. Movimientos independentistas, invasión del Blue Cosmos... Para calmar la situación, se crea una organización de vigilancia de la paz mundial, Compass, con Lacus como primer presidente. Kira y sus amigos intervienen en batallas en varios lugares como miembros. En aquel momento, la Fundación Países Emergentes propuso una operación conjunta con Compass contra la sede de Blue Cosmos.

## Reparto
| Personaje            | Actor de voz        | Doblaje en inglés       |
| -------------------- | ------------------- | ----------------------- |
| Kira Yamato          | Sōichirō Hoshi      | Max Mittelman           |
| Lacus Clyne          | Rie Tanaka          | Stephanie Sheh          |
| Athrun Zala          | Akira Ishida        | Chris Hackney           |
| Cagalli Yula Athha   | Nanako Mori         | Cherami Leigh           |
| Shinn Asuka          | Kenichi Suzumura    | Kieran Regan            |
| Lunamaria Hawke      | Maaya Sakamoto      | Alyson Leigh Rosenfeld  |
| Meyrin Hawke         | Fumiko Orikasa      | Christine Marie Cabanos |
| Murrue Ramius        | Kotono Mitsuishi    | Carrie Keranen          |
| Mu La Flaga          | Takehito Koyasu     | Trevor Devall           |
| Yzak Joule           | Tomokazu Seki       | Daman Mills             |
| Dearka Elsman        | Akira Sasanuma      | Johnny Yong Bosch       |
| Agnes Giebenrath     | Houko Kuwashima     | Kelly Baskin            |
| Toyah Mashima        | Ayane Sakura        | Jonathan Leon           |
| Alexei Konoe         | Hōchū Ōtsuka        | Sean Burgos             |
| Albert Heinlein      | Jun Fukuyama        | Ben Balmaceda           |
| Hilda Haken          | Michiko Neya        | Marin Miller            |
| Herbert von Reinhard | Taiten Kusunoki     | Martin Billany          |
| Mars Simeon          | Junichi Suwabe      | Bill Butts              |
| Lin Shenqiang        | Kentarō Tone        | Blythe Melin            |
| Daniel Harper        | Yoshitsugu Matsuoka | Howard Wang             |
| Griffin Arbalest     | Win Morisaki        | A.J. Beckles            |
| Orphee Lam Tao       | Hiro Shimono        | Alejandro Saab          |
| Aura Maha Khyber     | Yukari Tamura       | Lizzie Freeman          |
| Ingrid Tradoll       | Sumire Uesaka       | Amanda Lee              |
| Redelard Tradoll     | Misato Fukuen       | Courtney Lin            |
| Shura Serpentine     | Yuichi Nakamura     | Zeno Robinson           |

## Producción
Sunrise anunció la película en Sony Music Anime Fes' 06. Habría sido la primera película original de Gundam desde 1991. Después de Sony Music Anime Fes' 06, Sunrise anunció la película en su sitio web. Houko Kuwashima, actriz de voz del personaje Stella Loussier, ha declarado en su "blog SEED Club" que el personaje de alguna manera también tendrá un papel en la película. Lacus, Yzak Joule y Dearka Elsman regresarán como miembros del Consejo Supremo de PLANT y Kira, Shinn y Lunamaria Hawke serán parte del ejército de ZAFT. Sin embargo, en 2008, la escritora Chiaki Morosawa explicó que la trama estaba terminada, pero que había estado enferma desde el final de la serie Mobile Suit Gundam Seed Destiny de 2004-2005. Por ello, pidió paciencia a los fans. En 2016, se anunció que Morosawa falleció debido a una disección aórtica. Takanori Nishikawa mencionó en el Gundam 40th Fes. “Live-Beyond” en 2019 en el que un miembro del personal le dijo que la película aún estaba en preproducción.
El Grupo Bandai Namco anunció la iniciativa "Mobile Suit Gundam Seed Project ignited" durante la ceremonia de inauguración de la estatua de tamaño natural de Freedom Gundam en Shanghai en mayo de 2021. Encabezando la iniciativa está el proyecto cinematográfico previamente anunciado que sirve como secuela de la serie de televisión Destiny. El sitio web oficial del proyecto cinematográfico Mobile Suit Gundam SEED se inauguró el 2 de julio de 2023 y reveló el título y el adelanto de la película.
Fukuda dijo que el equipo de desarrollo de la película está compuesto tanto por varios miembros del personal que regresan como por otros nuevos, con el objetivo de crear nueva tecnología juntos. A pesar de la presión del éxito de las dos series SEED, el director espera crear un producto que pueda igualar a sus predecesores. Fukuda se disculpó con los fanáticos por el largo infierno de desarrollo que tomó la película, ya que originalmente iba a aparecer poco después de Destiny. Reflejó que tales series dejaron dramas inacabados a los protagonistas de Kira Yamato, Athrun Zala y Shinn Asuka y por eso quería explorar esas posibilidades con Freedom. Con el largo desarrollo, Fukuda también esperaba usar más expresiones faciales y 3D.